# Tangstedt
Tangstedt é um município da Alemanha localizado no distrito de Stormarn, estado de Schleswig-Holstein.
Apesar de estar localizado territorialmente no distrito de Stormarn, é membro do Amt de Itzstedt, localizado no distrito de Segeberg.